# راج‌شاهی
راج‌شاهی (به لاتین: Rajshahi) یک شهر در بنگلادش است که در ناحیه راج‌شاهی واقع شده‌است.

## خصوصیات
راج‌شاهی ۹۶٫۶۸ کیلومترمربع مساحت و ۴۴۸٬۰۸۷ نفر جمعیت دارد و ۱۸ متر بالاتر از سطح دریا واقع شده‌است.

## خواهرخوانده
شهر کریستیان‌ساند خواهرخواندهٔ راج‌شاهی هست.